# Escuintla (ciudad)
Escuintla (del náhuatl: Itskwintlan ‘Lugar donde abundan perros’) es una ciudad industrial y cabecera del departamento homónimo localizada a 56 km por carretera de la Ciudad de Guatemala en la República de Guatemala. También se le nombra popularmente como «Ciudad de las Palmeras», tiene una extensión territorial de 332 kilómetros cuadrados y es reconocida por su agroindustria azucarera. El municipio cuenta con una cabecera municipal, dos aldeas y catorce caseríos. Su fiesta titular se celebra del 6 al 9 de diciembre, en honor a la Purísima Concepción de María. Su fundación como municipio fue el 22 de agosto de 1835.
Durante la época colonial fue una doctrina a cargo de los frailes dominicos, hasta que en 1754 fue entregada al clero secular con el resto de reducciones de estos frailes y se convirtió en curato. Luego de la Independencia de Centroamérica en 1821, fue uno de los primeros municipios del Estado de Guatemala, cuando este fue formalmente establecido en 1825, y también fue sede del circuito homónimo en el distrito N.º2 (Escuintla) para la impartición de justicia por medio de juicios de jurados.
En 1902, el terremoto de San Perfecto que destruyó gran parte del occidente guatemalteco también afectó al poblado de la cabecera municipal de Escuintla.
Era conocido a finales de los 90s por sus abundantes golondrinas, las cuales se posaban sobre los cables de alumbrado público, pero la contaminación industrial y la expansión territorial de asentamientos humanos en el área redujo e hizo que las aves emigraran hasta reducirlas al 10%  en total del municipio.

## Toponimia
Muchos de los nombres de los municipios y poblados de Guatemala constan de dos partes: el nombre del santo católico que se venera el día en que fueron fundados y una descripción con raíz náhuatl; esto se debe a que las tropas que invadieron la región en la década de 1520 al mando de Pedro de Alvarado estaban compuestas por soldados españoles y por indígenas tlaxcaltecas y cholultecas.
El topónimo «Escuintla», proviene de la lengua náhuatl «Itskwintlan», el cual es un topónimo aglutinado que se compone de dos palabras:
- «Itskwintli»: que significa «perro»,
- «-tlan: que significa «abundancia».

Es decir, Escuintla significa «lugar de perros»

## Demografía
El municipio de Escuintla tiene una población, en 2022, de 170.280 habitantes, de los cuales hay 50% tanto de hombres como de mujeres y el 100% vive en el área urbana.

## Lugares poblados
Ciudad de Escuintla se posiciona como el noveno municipio más poblado de Guatemala con un total de 156 313 habitantes hasta el Censo 2018 . El municipio alberga un total de 282 incluidos aldeas, asentamientos, colonias, fincas y villa . Entre los 20 lugares más poblados, vive el 51% de población escuintleca.
A continuación un listado de los 20 lugares más poblados del municipio de Escuintla:
| #                   | Código              | Lugar                       | Tipo                | Población |
| ------------------- | ------------------- | --------------------------- | ------------------- | --------- |
| 1                   | 501001              | Escuintla (Centro)          | Ciudad              | 9 440     |
| 2                   | 501125              | La Ceiba                    | Colonia             | 5 134     |
| 3                   | 501061              | Cañaveral                   | Colonia             | 5 017     |
| 4                   | 501045              | Sebastopol                  | Colonia             | 4 731     |
| 5                   | 501200              | San Andres Osuna            | Finca               | 4 563     |
| 6                   | 501185              | Lotificación Prados del Río | Colonia             | 4 543     |
| 7                   | 501131              | La Estancia                 | Colonia             | 4 380     |
| 8                   | 501234              | Santa Marta                 | Colonia             | 4 058     |
| 9                   | 501162              | Los Portales                | Caserío             | 3 929     |
| 10                  | 501035              | La Popular                  | Colonia             | 3 617     |
| 11                  | 501111              | Hunapu                      | Colonia             | 3 573     |
| 12                  | 501167              | Madrid                      | Colonia             | 3 534     |
| 13                  | 501060              | Canada                      | Finca               | 3 246     |
| 14                  | 501184              | Prados del Carmen           | Colonia             | 3 121     |
| 15                  | 501147              | Las Chapernas               | Caserío             | 2 942     |
| 16                  | 501104              | Florido Aceituno            | Aldea               | 2 902     |
| 17                  | 501084              | El Mango                    | Colonia             | 2 667     |
| 18                  | 501149              | Las Golondrinas             | Colonia             | 2 654     |
| 19                  | 501170              | Magnolias                   | Colonia             | 2 644     |
| 20                  | 501183              | Prados de San Jorge         | Colonia             | 2 419     |
| Ciudad de Escuintla | Ciudad de Escuintla | Ciudad de Escuintla         | Ciudad de Escuintla | 156 313   |

## División política
El municipio de Escuintla está dividido en una cabecera municipal, dos aldeas y catorce municipios. Su territorio tiene siete sistemas de montañas y es regado por cincuenta y cinco ríos, nueve riachuelos y veintiún quebradas. Las aldeas del municipio principalmente son aldeas rurales, aunque cabe recalcar que en los últimos años se han urbanizado mucho más. Posee más de 35 colonias en toda la cabecera.  
| Categoría | Listado |
| --------- | --- |
| Aldeas    | - El Rodeo - Guadalupe |
| Caseríos  | - Los Voladores - El Carmen - Los Portales - Puente de Palo - Santa Marta - San Miguel - El Dorado - Estrella del Sur - San José y Santa Clara - San Antonio El Calvillo - Belice - Las Chapernas - La Florida Aceituno - El Salto - El Mango - Disagro. - Prados del Río |

## Geografía física

### Clima
En el municipio de Escuintla se caracteriza por ser de  clima Monzónico o Subecuatorial (Clasificación de Köppen: Am), y por su posición geográfica, su territorio es relativamente llano. Esto hace que la humedad que proviene de los vientos alisios del este en la temporada de lluvias, más la humedad que se forma por las temperaturas altas que se registren durante el día, hace que la misma se acumule en grandes proporciones, y por lo tanto, las precipitaciones sean una de las más altas del país, ya que supera los 2500 mm anuales. En cuanto a extensión de tiempo, es uno de los municipios del país en que la temporada de lluvias es más extensa (inicia a finales de abril y finaliza a finales de noviembre). Los meses en donde se registran los acumulados de precipitaciones más altos son en junio y septiembre.
| Parámetros climáticos promedio de Escuintla | Parámetros climáticos promedio de Escuintla | Parámetros climáticos promedio de Escuintla | Parámetros climáticos promedio de Escuintla | Parámetros climáticos promedio de Escuintla | Parámetros climáticos promedio de Escuintla | Parámetros climáticos promedio de Escuintla | Parámetros climáticos promedio de Escuintla | Parámetros climáticos promedio de Escuintla | Parámetros climáticos promedio de Escuintla | Parámetros climáticos promedio de Escuintla | Parámetros climáticos promedio de Escuintla | Parámetros climáticos promedio de Escuintla | Parámetros climáticos promedio de Escuintla |
| Mes                                         | Ene.                                        | Feb.                                        | Mar.                                        | Abr.                                        | May.                                        | Jun.                                        | Jul.                                        | Ago.                                        | Sep.                                        | Oct.                                        | Nov.                                        | Dic.                                        | Anual                                       |
| ------------------------------------------- | ------------------------------------------- | ------------------------------------------- | ------------------------------------------- | ------------------------------------------- | ------------------------------------------- | ------------------------------------------- | ------------------------------------------- | ------------------------------------------- | ------------------------------------------- | ------------------------------------------- | ------------------------------------------- | ------------------------------------------- | ------------------------------------------- |
| Temp. máx. media (°C)                       | 31.9                                        | 32.1                                        | 33.4                                        | 33.3                                        | 32.5                                        | 31.2                                        | 31.5                                        | 31.2                                        | 30.2                                        | 30.1                                        | 30.4                                        | 31.0                                        | 31.6                                        |
| Temp. media (°C)                            | 25.5                                        | 25.7                                        | 27.2                                        | 27.3                                        | 27.3                                        | 26.5                                        | 26.9                                        | 26.7                                        | 25.7                                        | 25.2                                        | 25.1                                        | 25.1                                        | 26.2                                        |
| Temp. mín. media (°C)                       | 19.2                                        | 19.4                                        | 21.0                                        | 21.3                                        | 22.2                                        | 21.8                                        | 22.3                                        | 22.2                                        | 21.3                                        | 20.4                                        | 19.8                                        | 19.3                                        | 20.9                                        |
| Precipitación total (mm)                    | 7                                           | 13                                          | 30                                          | 93                                          | 333                                         | 555                                         | 337                                         | 360                                         | 581                                         | 417                                         | 85                                          | 15                                          | 2826                                        |
| Fuente: Climate-Data.org                    |                                             |                                             |                                             |                                             |                                             |                                             |                                             |                                             |                                             |                                             |                                             |                                             |                                             |

### Ubicación geográfica
El municipio de Escuintla es la cabecera del departamento homónimo y sus colindancias son:
- Norte: 
  - Yepocapa, municipio de Chimaltenango
  - Alotenango, municipio de Sacatepéquez
- Sur: Masagua, municipio de Escuintla
- Este: Palín, San Vicente Pacaya y Guanagazapa, municipios de Escuintla
- Oeste: La Democracia, Siquinalá y Santa Lucía Cotzumalguapa, municipios de Escuintla.[12]

|                                                          | Norte: Yepocapa Alotenango |                                            |
| Oeste: La Democracia Siquinalá Santa Lucía Cotzumalguapa |                            | Este: Palín San Vicente Pacaya Guanagazapa |
|                                                          | Sur: Masagua               |                                            |

## Gobierno municipal
Los municipios se encuentran regulados en diversas leyes de la República, que establecen su forma de organización, lo relativo a la conformación de sus órganos administrativos y los tributos destinados para los mismos.  Aunque se trata de entidades autónomas, se encuentran sujetos a la legislación nacional y las principales leyes que los rigen desde 1985 son:
| N.º | Ley                                                | Descripción |
| --- | -------------------------------------------------- | --- |
| 1   | Constitución Política de la República de Guatemala | Tiene una regulación legal específica para los municipios en los artículos 253 al 262. |
| 2   | Ley Electoral y de Partidos Políticos              | Ley de carácter constitucional aplicable a los municipios en el tema de la conformación de sus autoridades electas. |
| 3   | Código Municipal                                   | Decreto 12-2002 del Congreso de la República de Guatemala. Tiene la categoría de ley ordinaria y contiene preceptos generales aplicables a todos los municipios, e inclusive contiene legislación referente a la creación de los municipios.             |
| 4   | Ley de Servicio Municipal                          | Decreto 1-87 del Congreso de la República de Guatemala. Regula las relaciones entra la municipalidad y los servidores públicos en materia laboral. Tiene su base constitucional en el artículo 262 de la constitución que ordena la emisión de la misma. |
| 5   | Ley General de Descentralización                   | Decreto 14-2002 del Congreso de la República de Guatemala. Regula el deber constitucional del Estado, y por ende del municipio, de promover y aplicar la descentralización y desconcentración económica y administrativa.                                |

El gobierno de los municipios está a cargo de un Concejo Municipal mientras que el código municipal —ley ordinaria que contiene disposiciones que se aplican a todos los municipios— establece que «el concejo municipal es el órgano colegiado superior de deliberación y de decisión de los asuntos municipales […] y tiene su sede en la circunscripción de la cabecera municipal»; el artículo 33 del mencionado código establece que «[le] corresponde con exclusividad al concejo municipal el ejercicio del gobierno del municipio».
El concejo municipal se integra con el alcalde, los síndicos y concejales, electos directamente por sufragio universal y secreto para un período de cuatro años, pudiendo ser reelectos.
Existen también las Alcaldías Auxiliares, los Comités Comunitarios de Desarrollo (COCODE), el Comité Municipal del Desarrollo (COMUDE), las asociaciones culturales y las comisiones de trabajo. Los alcaldes auxiliares son elegidos por las comunidades de acuerdo a sus principios y tradiciones, y se reúnen con el alcalde municipal el primer domingo de cada mes, mientras que los Comités Comunitarios de Desarrollo y el Comité Municipal de Desarrollo organizan y facilitan la participación de las comunidades priorizando necesidades y problemas.
Los alcaldes que ha habido en el municipio son:
- 2000-2004: Minor Roderico Santizo Claveria
- 2016-2020: Abrahám Rivera Estévez[14]

## Historia

### Época colonial: doctrina de los dominicos

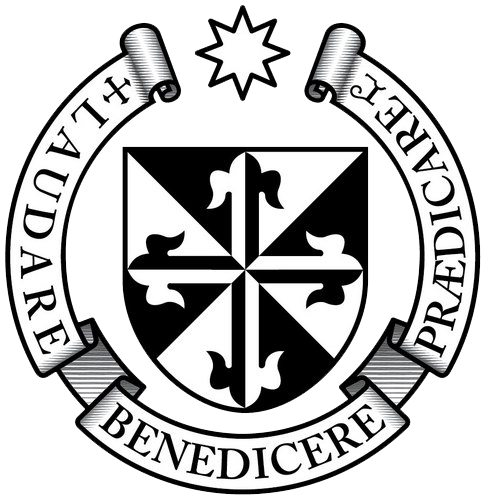
Escudo de la Orden de Predicadores.

La corona española se enfocó en la catequización de los indígenas; las congregaciones fundadas por los misioneros reales en el Nuevo Mundo fueron llamadas «doctrinas de indios» o simplemente «doctrinas». Originalmente, los frailes tenían únicamente una misión temporal: enseñarle la fe católica a los indígenas, para luego dar paso a parroquias seculares como las establecidas en España; con este fin, los frailes debían haber enseñado los evangelios y el idioma español a los nativos. Ya cuando los indígenas estuvieran catequizados y hablaran español, podrían empezar a vivir en parroquias y a contribuir con el diezmo, como hacían los peninsulares.
Pero este plan nunca se llevó a cabo, principalmente porque la corona perdió el control de las órdenes regulares tan pronto como los miembros de éstas se embarcaron para América. Por otra parte, protegidos por sus privilegios apostólicos para ayudar a la conversión de los indígenas, los misionares solamente atendieron a la autoridad de sus priores y provinciales, y no a la de las autoridades españolas ni a las de los obispos. Los provinciales de las órdenes, a su vez, únicamente rendían cuentas a los líderes de su orden y no a la corona; una vez habían establecido una doctrina, protegían sus intereses en ella, incluso en contra de los intereses del rey y de esta forma las doctrinas pasaron a ser pueblos de indios que se quedaron establecidos para todo el resto de la colonia.
Las doctrinas fueron fundadas a discreción de los frailes, ya que tenían libertad completa para establecer comunidades para catequizar a los indígenas, con la esperanza de que estas pasaran con el tiempo a la jurisdicción de una parroquia secular a la que se le pagaría el diezmo; en realidad, lo que ocurrió fue que las doctrinas crecieron sin control y nunca pasaron al control de parroquias. La administración colectiva por parte del grupo de frailes eran la característica más importante de las doctrinas ya que garantizaba la continuación del sistema de la comunidad en caso falleciese uno de los dirigentes.

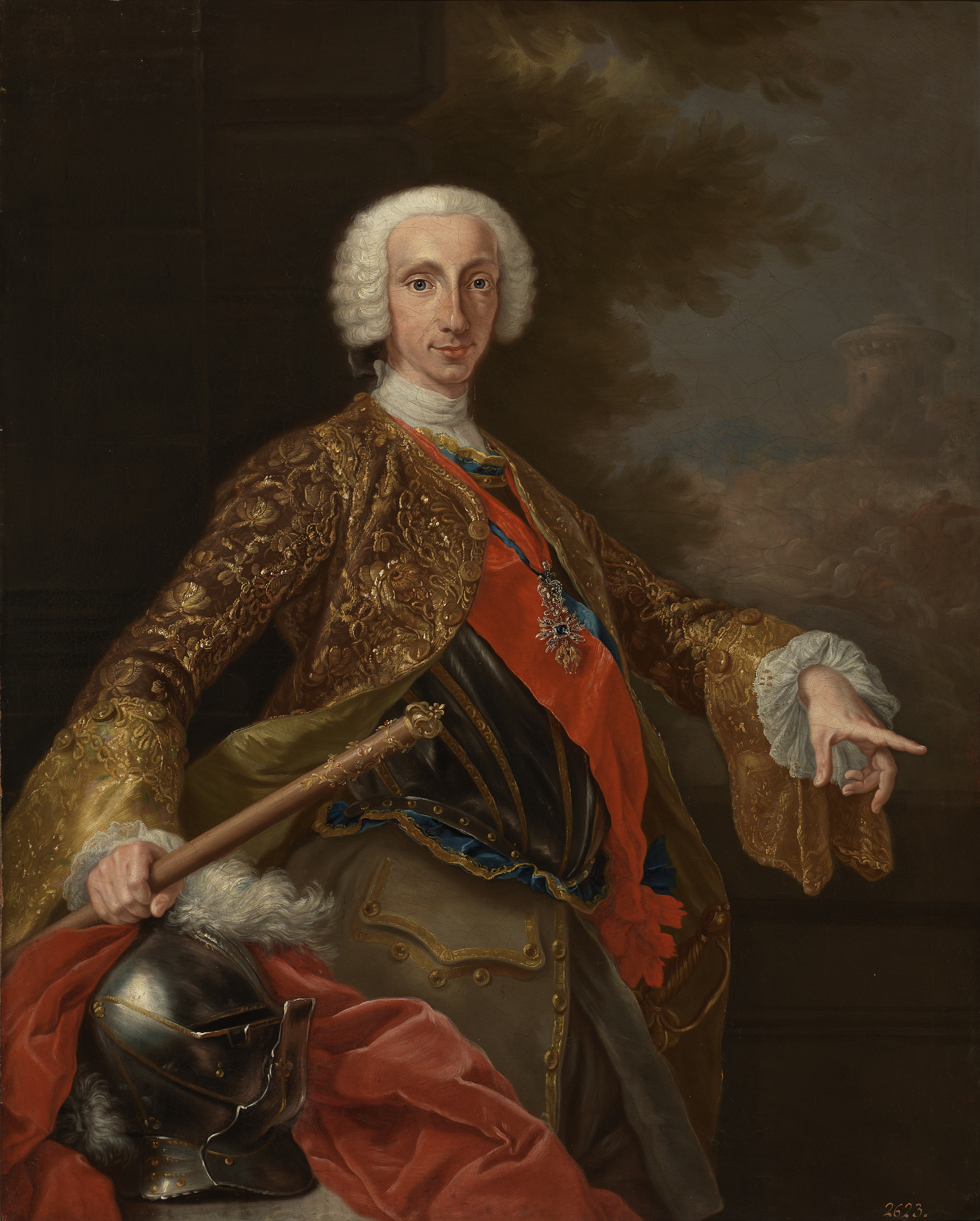
Rey Carlos III de España, promotor de las reformas borbónicas.

En 1638, los dominicos separaron a sus grandes doctrinas —que les representaban considerables ingresos económicos— en grupos centrados en sus seis conventos:  Los conventos estaban en: la ciudad de Santiago de los Caballeros de Guatemala, Amatitlán, Verapaz, Sonsonate, San Salvador y Sacapulas. Específicamente el convento de la Ciudad de Santiago de los Caballeros de Guatemala, la doctrina abarcaba los poblados de Chimaltenango, Jocotenango, Sumpango, San Juan Sacatepéquez, San Pedro Sacatepéquez, Santiago Sacatepéquez, Rabinal, San Martín Jilotepeque, Escuintla, Milpas Altas, Milpas Bajas, San Lucas Sacatepéquez, y el Barrio de Santo Domingo en la ciudad.
El historiador Francisco Antonio de Fuentes y Guzmán describió que en 1690 había seis poblados en el valle de Sacatepéquez: San Juan, San Pedro, San Lucas y Santiago Sacatepéquez, así como Quiaguistán y Sumpango, los cuales en ese entonces producían manzanas, duraznos, membrillos, peras y chamborote que eran enviados a la ciudad de Santiago de los Caballeros de Guatemala.
En 1754, en virtud de una Real Cédula parte de las Reformas Borbónicas, todos los curatos de las órdenes regulares fueron traspasados al clero secular. En 1765 se publicaron las reformas borbónicas de la Corona española, que pretendían recuperar el poder real sobre las colonias y aumentar la recaudación fiscal. Con estas reformas se crearon los estancos para controlar la producción de las bebidas embriagantes, el tabaco, la pólvora, los naipes y el patio de gallos. La real hacienda subastaba el estanco anualmente y un particular lo compraba, convirtiéndose así en el dueño del monopolio de cierto producto. Ese mismo año se crearon cuatro subdelegaciones de la Real Hacienda en San Salvador, Ciudad Real, Comayagua y León y la estructura político administrativa de la Capitanía General de Guatemala cambió a quince provincias:
Además de esta redistribución administrativa, la corona española estableció una política tendiente a disminuir el poder de la Iglesia católica, el cual hasta ese momento era prácticamente absoluto sobre los vasallos españoles. Esta política de disminución de poder de la iglesia se basaba en la Ilustración

### Tras la Independencia de Centroamérica

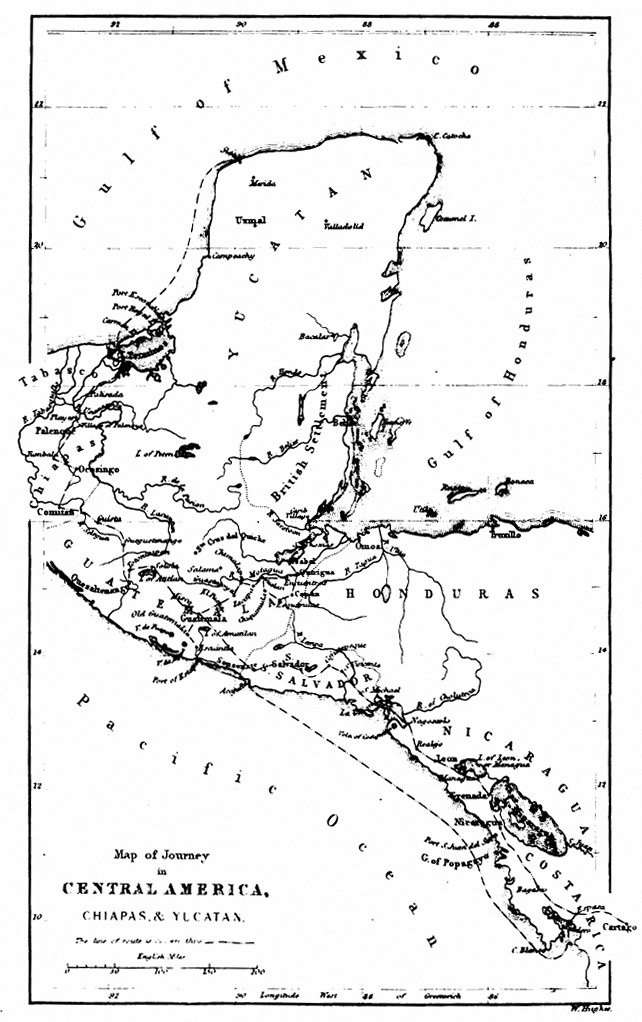
Mapa de Guatemala en 1839, elaborado por el arquitecto británico Frederick Catherwood, quien visitó Guatemala en compañía del explorador estadounidense John Lloyd Stephens en comisión del presidente de los Estados Unidos, Martin Van Buren.

El Estado de Guatemala fue definido de la siguiente forma por la Asamblea Constituyente de dicho estado que emitió la constitución del mismo el 11 de octubre de 1825: «el estado conservará la denominación de Estado de Guatemala y lo forman los pueblos de Guatemala, reunidos en un solo cuerpo.  El estado de Guatemala es soberano, independiente y libre en su gobierno y administración interior.»
Escuintla fue uno de los municipios originales del Estado de Guatemala fundado en 1825; estaba en el departamento de Guatemala/Escuintla, cuya cabecera era la Nueva Guatemala de la Asunción, y tenía a los municipios de Guatemala, Amatitlán, Escuintla, Mixtán, Jalpatagua, Guazacapán, y Cuajiniquilapa.
La constitución del Estado de Guatemala promulgada el 11 de octubre de 1825 —y no el 11 de abril de 1836, como numerosos historiadores han reportado incorrectamente — creó los distritos y sus circuitos correspondientes para la administración de justicia según el Código de Lívingston traducido al español por José Francisco Barrundia y Cepeda; en esta constitución Escuintla era parte del Circuito del mismo nombre en el Distrito N.º 2 (Escuintla), junto con Palín, San Pedro Mártir, Chahuite, Masagua, Guanagazapa, los dos Mixtanes, Don García, Tecuaco, La Gomera, Chipilapa, Siquinalá y Cotzumalguapa.

### Terremoto de San Perfecto
El terremoto de San Perfecto ocurrió el 18 de abril de 1902 por la noche y tuvo una magnitud estimada de Mw 7,5 en el departamento de Quetzaltenango. El terremoto tuvo una duración de uno hasta dos minutos y fue precedido de varios sismos premonitores y seguido de muchas réplicas. Entre ochocientas y novencientas personas fallecieron por el terremoto y hubo daños materiales importantes en la extensa zona afectada. Todas las iglesias en el oeste de Guatemala y el este de Chiapas sufrieron daños severos o fueron destruidas.
Escuinta quedó afectada por el sismo, y el gobierno del presidente Manuel Estrada Cabrera otorgó quince mil pesos para ayudar a la municipalidad a reconstruir sus edificios administrativos por un decreto gubernativo del 23 de agosto de 1902.

## Economía
Al igual que en el resto de los municipios del departamento de Escuintla, su producción agropecuaria está centrada en la producción de caña de azúcar, citronela, algodón, maíz, frijol y frutas variadas. En la región también se cría ganado vacuno y se produce azúcar. Asimismo, se produce panela y papel.
Alberga las instalaciones del Ingenio Concepción, el cual es la planta piloto del Ingenio Pantaleón, que se ubica en Santa Lucía Cotzumalguapa. Se construyó una hidroeléctrica ubicada en los sembradíos de caña de azúcar, el cual suministra energía eléctrica a la mayoría de los caseríos del Este.
A mediados del año 2022 la gasolina (combustible de mayor uso y necesario para el transporte urbano de maquinaria pesada y transporte público) subió un 50% lo cual hizo subir precios en los productos primordiales y necesarios, la carne, la cual subió de Q22.00 a Q31.00.

## Otras cabeceras departamentales
| Departamento | Cabecera       | Departamento  | Cabecera              | Departamento  | Cabecera      | Departamento   | Cabecera       |
| ------------ | -------------- | ------------- | --------------------- | ------------- | ------------- | -------------- | -------------- |
| Alta Verapaz | Cobán          | Baja Verapaz  | Salamá                | Chimaltenango | Chimaltenango | Chiquimula     | Chiquimula     |
| El Progreso  | Guastatoya     | El Quiché     | Santa Cruz del Quiché | Jutiapa       | Jutiapa       | Huehuetenango  | Huehuetenango  |
| Izabal       | Puerto Barrios | Jalapa        | Jalapa                | Petén         | Flores        | Quetzaltenango | Quetzaltenango |
| Retalhuleu   | Retalhuleu     | Sacatepéquez  | Antigua Guatemala     | San Marcos    | San Marcos    | Santa Rosa     | Cuilapa        |
| Sololá       | Sololá         | Suchitepéquez | Mazatenango           | Totonicapán   | Totonicapán   | Zacapa         | Zacapa         |

La última vez que las cabeceras departamentales fueron reasignadas fue en 1934 cuando se reinstituyó el departamento de El Progreso.